# ФК Спортинг Хихон
ФК Спортинг Хихон (шп. Real Sporting de Gijón, S.A.D.) је шпански фудбалски клуб из Хихона који се такмичи у Другој лиги Шпаније. Своје утакмице као домаћини играју на Ел Молинону, капацитета 29 800 седећих места.
Клуб је основан 1. јуна 1905. године. Познати су и по свом надимку "Rojiblancos" који су добили по црвено-белим бојама дреса у којима наступају. Стадион Ел Молинон на коме играју своје мечеве као домаћини је најстарији стадион у Првој лиги и користи се од 1908. На вечној листи шпанске лиге заузимају 15. позицију. Један су од девет клубова који никада се није такмичио у нижем рангу такмичења од Друге лиге.

## Познати играчи
- Кини
- Абелардо Фернандез
- Луис Енрике
- Хулио Салинас
- Давид Виља
- Јури Никифоров
- Марио Станић
- Стефан Шћеповић
- Урош Ђурђевић

## Спортинг Хихон у европским такмичењима
| Сезона   | Такмичење | Коло        | Екипа           | Резултат           |
| -------- | --------- | ----------- | --------------- | ------------------ |
| 1978/79. | Куп УЕФА  | 1. коло кв. | Торино          | 3:0, 0:1           |
| 1978/79. | Куп УЕФА  | 2. коло кв. | Црвена звезда   | 0:1, 1:1           |
| 1979/80. | Куп УЕФА  | 1. коло кв. | ПСВ Ајндховен   | 0:0, 0:1           |
| 1980/81. | Куп УЕФА  | 1. коло кв. | Бохемијанс Праг | 1:3, 2:1           |
| 1985/86. | Куп УЕФА  | 1. коло кв. | Келн            | 0:0, 1:2           |
| 1987/88. | Куп УЕФА  | 1. коло кв. | Милан           | 1:0, 0:3           |
| 1991/92. | Куп УЕФА  | 1. коло кв. | Партизан        | 2:0, 0:2 (3:2 пен) |
| 1991/92. | Куп УЕФА  | 2. коло кв. | Стеауа Букурешт | 2:2, 0:1           |

## Трофеји
- Прва лига Шпаније
  - Друго место: 1979.
- Куп Краља
  - Финалиста: 1981, 1982.
- Друга лига Шпаније: 5
  - 1944, 1951, 1957, 1970, 1977.